# Backlash: In Your House
Backlash: In Your House è stato un pay-per-view, prodotto dalla World Wrestling Federation. L'evento si è svolto il 25 aprile 1999 al Providence Civic Center di Providence. Questa è stata la ventottesima e ultima edizione a essere prodotta sotto la dicitura In Your House.
Il main event fu quello per il WWF Championship tra il campione Steve Austin e lo sfidante The Rock con Shane McMahon nel ruolo di arbitro speciale. Gli incontri predominanti dell'undercard furono Big Show contro Mankind in un Boiler Room Brawl e Triple H contro X-Pac.

## Storyline
La faida principale dell'evento fu quella per il WWF Championship tra il campione Steve Austin e lo sfidante The Rock. A WrestleMania XV, Steve Austin sconfisse The Rock per vincere il WWF Championship. La notte successiva a Raw is War, Steve Austin chiese il ritorno della Smoking Skull belt, un titolo personalizzato che aveva indossato l'anno precedente durante il suo regno come campione WWF, il quale Vince McMahon aveva rubato a Breakdown: In Your House in seguito alla sconfitta di Austin. Piuttosto che opporsi, McMahon acconsentì alla richiesta di The Undertaker dopo che quest'ultimo aveva minacciato la sua famiglia. Shane McMahon, figlio di Vince, rubò la Smoking Skull Belt per darla a The Rock. Shane espulse poi suo padre dalla Corporation mentre Austin e Rock continuarono la loro faida per il possesso del titolo. Shane McMahon annunciò durante l'edizione di Sunday Night Heat precedente a Backlash ,che il match tra Austin e Rock sarebbe stato un No Disqualification match con se stesso arbitro speciale.

## Risultati
| #    | Risultati                                                                                                | Stipulazioni                                                                          | Durata |
| ---- | --- | ------------------------------------------------------------------------------------- | ------ |
| Heat | Val Venis e Nicole Bass hanno sconfitto D'Lo Brown e Ivory                                               | Mixed tag team match                                                                  | 01:43  |
| Heat | Droz e Prince Albert hanno sconfitto Too Much (Brian Christopher e Scott Taylor)                         | Tag team match                                                                        | 01:09  |
| Heat | Kane ha sconfitto Big Boss Man                                                                           | Single match                                                                          | 02:45  |
| Heat | Viscera ha sconfitto Test                                                                                | Single match                                                                          | 02:09  |
| 1    | The Ministry of Darkness (Bradshaw, Faarooq e Mideon) ha sconfitto The Brood (Edge, Christian e Gangrel) | Six-man tag team match                                                                | 11:38  |
| 2    | Al Snow (con Head) ha sconfitto Hardcore Holly (c)                                                       | Hardcore match per il WWF Hardcore Championship                                       | 15:35  |
| 3    | The Godfather (c) ha sconfitto Goldust (con The Blue Meanie)                                             | Single match                                                                          | 05:12  |
| 4    | The New Age Outlaws (Road Dogg e Billy Gunn) hanno sconfitto Owen Hart e Jeff Jarrett (con Debra)        | Tag team match per determinare i contendenti numeri uno ai WWF Tag Team Championship  | 10:27  |
| 5    | Mankind ha sconfitto Big Show                                                                            | Boiler Room Brawl match                                                               | 07:50  |
| 6    | Triple H (con Chyna) ha sconfitto X-Pac                                                                  | Single match                                                                          | 19:19  |
| 7    | The Undertaker (con Paul Bearer) ha sconfitto Ken Shamrock                                               | Single match                                                                          | 18:53  |
| 8    | Steve Austin (c) ha sconfitto The Rock                                                                   | No Holds Barred match per il WWF Championship con Shane McMahon come arbitro speciale | 17:10  |